# Phlogophora pallida
Phlogophora pallida är en fjärilsart som beskrevs av Tutt 1892. Phlogophora pallida ingår i släktet Phlogophora och familjen nattflyn. Inga underarter finns listade i Catalogue of Life.